# Jamnica (podjetje)
Jamnica je hrvaško podjetje s sedežem v Zagrebu, ki se ukvarja z ustekleničenjem mineralno vodo. Podjetje je začelo obratovati 18. oktobra 1828. Poleg mineralne vode podjetje stiska tudi sadne sokove.